# Zegerscappel
Zegerscappel è un comune francese di 1 492 abitanti situato nel dipartimento del Nord nella regione dell'Alta Francia.

## Società

### Evoluzione demografica
Abitanti censiti